# Scharbeutz
Scharbeutz település Németországban, Schleswig-Holstein tartományban. Lakosainak száma 11 704 fő (2023. december 31.). Scharbeutz Timmendorfer Strand és Ratekau községekkel határos.

## Népesség
A település népességének változása:
| Lakosok száma | 10 912 | 10 908 | 11 187 | 11 309 | 11 309 | 11 580 | 11 739 | 11 704 |
|               | 1975   | 2015   | 2017   | 2018   | 2019   | 2021   | 2022   | 2023   |